# Dominique Schnapper

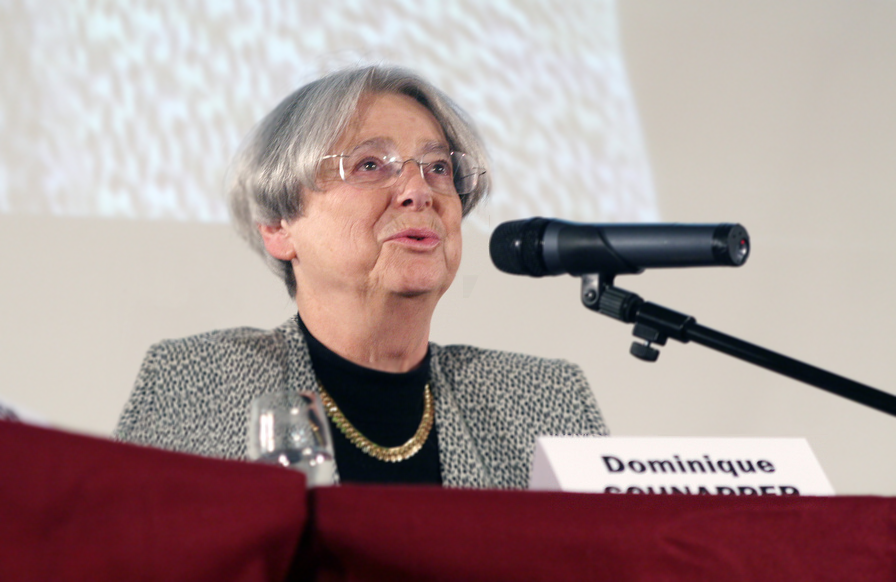
Dominique Schnapper

Dominique Schnapper (geborene Dominique-Françoise Aron; * 9. November 1934 in Paris) ist eine französische Soziologin.

## Leben
Ihre Eltern waren der bekannte französische Soziologe Raymond Aron und Suzanne Gauchon (1907–1997).
Schnapper schloss ihr Studium der Geschichte und Politikwissenschaften 1957 am Institut d’études politiques de Paris ab. 1967 erhielt sie den Doktortitel für Soziologie an der Sorbonne.
Ab den 1980er Jahren war sie Direktorin an der Pariser Elite-Hochschule École des Hautes Études en Sciences Sociales (EHESS), wo sie das Institut für Jüdische Studien aufbaute.
Dominique Schnapper beschäftigt sich vornehmlich mit historischer Soziologie, sowie mit Untersuchungen zu Minderheiten, Arbeitslosigkeit, Arbeits- und Stadtsoziologie, sowie seit den 1990er Jahren auch mit dem Begriff der Nation und der Staatsbürgerschaft.
Sie war zwischen 1987 und 1996 Mitglied verschiedener regierungsberatender Kommissionen sowie zwischen 1995 und 1999 Präsidentin der Société Française de Sociologie.
Schnapper war außerdem von 2001 bis 2010 Mitglied im französischen Verfassungsrat, dem Conseil constitutionnel.
Dominique Aron heiratete 1958 den französischen Kunsthistoriker Antoine Schnapper (1933–2004), mit dem sie drei Kinder hat.

## Auszeichnungen
- Chevalier de la Légion d’Honneur
- Ordre des Arts et des Lettres
- Balzan-Preis für Soziologie (2002)[4]
- Prix de l'Assemblée nationale (1994)
- Prix du Livre politique (2007)

Quelle:

## Schriften
- Juifs et Israélites, Gallimard, Paris 1980
  - engl.: Jewish Identities in France: an analysis of contemporary French jewry, Chicago University Press, Chicago, Ill. 1983, ISBN 0-226-73910-4
- La Communauté des citoyens, sur l'idée moderne de nation, Gallimard, Paris 1994, ISBN 2-07-073884-1
  - engl.: Community of citizens: on the modern idea of nationality, Transaction Publ., New Brunswick, NJ 1998, ISBN 1-56000-351-0
- La démocratie providentielle. Essai sur l'égalité contemporaine, Gallimard, Paris 2002, ISBN 2-07-076502-4
  - engl.: Providential democracy. An essay on contemporary equality, Transaction Publishers, New Brunswick, NJ 2006, ISBN 0-7658-0306-2
- Qu'est ce que l'intégration? Gallimard Folio actuel, Paris 2007
- Les mots de la diaspora, Dominique Schnapper; Chantal Bordes-Benayoun, Presse de l'université Le Mirail, Toulouse 2008
- Une sociologue au Conseil constitutionnel, Gallimard, Paris 2010, ISBN 978-2-07-012570-8